# NGC 7291
NGC 7291 ist eine linsenförmige Galaxie vom Hubble-Typ S0 im Sternbild Pegasus am Nordsternhimmel. Sie ist schätzungsweise 469 Millionen Lichtjahre von der Milchstraße entfernt.
Das Objekt wurde am 1. Oktober 1866 von dem Astronomen Truman Henry Safford entdeckt und später von Johan Dreyer in seinen New General Catalogue aufgenommen.